# 王淩
王 淩（おう りょう）は、中国後漢末期から三国時代の魏の武将・政治家。字は彦雲。并州太原郡祁県（現在の山西省晋中市祁県）の人。司徒王允の甥に当たる。
皇帝曹芳の廃位及び楚王曹彪の擁立を画策するが、事が露見し自殺を遂げた（王淩の乱）。

## 生涯
初平3年（192年）、李傕らが長安に入城し、司徒の王允をはじめとする一族はことごとく殺害され、当時年少だった王晨・王淩兄弟のみが城壁を乗り越えて脱出に成功し、郷里へ逃げ帰った。
後に孝廉に推挙され、発干県長、次いで中山太守として治績を挙げ、曹操に招聘されて丞相掾属となった。
黄初元年（220年）、曹丕が帝位に即くと散騎常侍、次いで兗州刺史となる。黄初3年（222年）、張遼らと共に呉の討伐に従軍。風で流された呂範らの船が着岸するとこれを迎撃し、その戦功により建武将軍・青州刺史・宜城亭侯に昇進した。青州は動乱の後を受け、法律の整備が不十分だったが、王淩が刺史となると行政を行き渡らせ、善を賞して悪を罰し、綱紀を引き締めた。またこの時、王基を別駕として重用。彼を招聘する司徒の王朗から叱責を受けても転出を拒むほどだった。青州には王淩への称賛の声が流れたが、王基が補佐したこともその一因だったと言われる。
黄初6年（225年）、利成郡の兵士・蔡方らの反乱に際し、屯騎校尉の任福らと共にこれを平定した。
太和2年（228年）、石亭の戦いでは曹休に随行。魏軍は敗戦を喫したが、王淩が力戦して包囲を破ったため、曹休は難を逃れた。同年、揚州刺史に転任。太和5年（231年）、呉の孫布が降伏を申し出、迎えを要求するとこれに応じようとするが、都督揚州諸軍事の満寵によって諫止される。満寵が召還されると、王淩は督将率いる700の兵を迎えに出すが、果たして降伏は偽りであり、孫布に襲撃され兵の過半数が死傷した。これ以前から王淩と満寵は不仲で、満寵が召還されたのも王淩の讒言によるものだったが、彼の壮健な姿を見た皇帝曹叡はすぐに任地へと戻している。
景初元年（237年）、豫州刺史に転任。過去の賢人の子孫を称賛し、まだ見ぬ在野の士を探し求めた。親交のあった司馬朗は兗州刺史、賈逵は豫州刺史を務めていたが、いずれの任地でも彼らの業績を継ぎ、軍民の称賛を得た。
正始元年（240年）、征東将軍・仮節都督揚州諸軍事に昇進。正始2年（241年）、呉の全琮の侵攻を迎撃。堤防を争い連日力戦した後、これを撃退した（芍陂の役）。戦功により車騎将軍・儀同三司・南郷侯に昇進し、領邑1350戸を与えられた。
正始9年（248年）に司空、嘉平元年（249年）に太尉に転任した。この頃、王淩は若年の曹芳では帝位を担いきれないと考え、甥の令狐愚と共に、曹彪の擁立を画策していた。令狐愚は嘉平元年に病死するが、嘉平3年（251年）、王淩は将軍楊弘を兗州刺史黄華の元へ派遣し、皇帝廃立の計画を告げる。黄華と楊弘は連名でこれを司馬懿に密告。司馬懿が軍を率いて迫ると王淩は降伏し、手を後ろで縛りこれを出迎えた。司馬懿から縛めを解かれ、慰労を受けた後に、都へ送還されることになったが、項という地に着いた時、王淩は毒薬を飲んで自殺した。行年80。
『三国志』王淩伝の注に引く『晋紀』に言う。王淩が項に着いた時、河のそばに旧友の賈逵の祠があった。王淩はこれを見て叫んだ。「賈梁道（賈逵）、王淩は魏の社稷に忠節な者です。爾に神格があるなら知っているはずだ！」と。同年8月、病を得た司馬懿は、夢で王淩と賈逵に祟られた後に死去したという。
王淩の死後、令狐愚から曹彪の下に派遣されていた張式らが自首し、王淩らのクーデター計画は全て明るみに出る。曹彪は死を賜り、連座した者は全て三族皆殺しに遭い、王淩・令狐愚は反逆者として3日間、屍を市場に晒された。
西晋の時代に当たる泰始元年（265年）、皇帝司馬炎は、王淩と鄧艾が罪を得た時に素直にそれに伏したことを考慮して大赦し、子孫がいなくとも後継者を立てることを許した。
なお、小説『三国志演義』には登場しない。

## 一族
子は王広・王飛梟・王金虎・王明山といった。王広は王淩から、曹彪擁立の計画を打ち明けられていたが、これを諫止していた。飛梟と金虎は人並み外れた才能と武勇を誇り、末子の明山は兄弟の中で一番著名で、弓術や書芸など多彩な技芸を有していた。蔣済は司馬懿に「王淩は文武を兼ね備えた古今無双の存在ですが、息子たちの志と力は父に勝るものがあります」と語っている。いずれも王淩に連座して誅殺された。
妹は郭淮の妻だったが、王淩に連座して逮捕される。郭淮は配下の嘆願を受けても妻を救助しようとしなかったが、郭統ら息子5人が叩頭して救助を懇願するとさすがに耐え難く、配下を派遣してこれを奪還した。その後、郭淮は司馬懿に「5人の息子が母を憐んでおり、もし母に死を賜れば彼らはその後を追うことでしょう。また5人の息子を亡くせば、私もすぐにその後を追うことになるでしょう」との文書を送り、放免された。
南北朝時代、王淩の一族に当たる宋 (南朝)の王玄謨は幼少期から優秀さを称えられ、「太尉の彦雲（王淩）の風有り」と評された。